# 陈鋾
陈鋾，宋朝政治人物。
陈鋾曾于1218年接替钱德谦任华亭县知县一职，1220年由张孝闻接任。